# Hannah Tillich
Johanna „Hannah“ Tillich, geborene Johanna Werner (* 17. Mai 1896 in Rotenburg an der Fulda; † 27. Oktober 1988 in East Hampton, USA), war deutsche und später US-amerikanische Zeichenlehrerin, Modell, Malerin und Schriftstellerin. Sie war die  Ehefrau von Paul Tillich.

## Leben
Johanna Werner wuchs in einem Pfarrhaus als Tochter des Pfarrers und Schulsuperintententen Jean und seiner Ehefrau Louie Werner, geb. Schulze, auf. Von 1912 bis 1916 besuchte sie als jüngste Schülerin die Königliche Kunstschule zu Berlin, 1919 trat sie eine Anstellung als Zeichenlehrerin an einer Schule in Berlin-Neukölln an. In dieser Zeit verfasste sie Gedichte und besuchte theologische Vorlesungen.
Im Februar 1920 machte sie erstmals die Bekanntschaft von Paul Tillich. Am 13. Juli 1920 erfolgte die Heirat mit dem Maler und Kunstlehrer Albert Gottschow in Marburg, mit dem sie die Kunstschule besucht hatte. Sie stand Gottschow für zahlreiche Arbeiten Modell. Nach ihrem Umzug nach Greiz erfolgte die Aufgabe der Berufstätigkeit wegen Schwangerschaft. Am 5. Juni 1922 gebar sie einen Jungen, der bald nach der Geburt starb. Daraufhin erfolgten die Trennung von Gottschow und im Dezember 1923 die Scheidung.
Hannah und Paul Tillich heirateten am 22. März 1924 in Berlin-Friedenau. Es folgten ein Umzug nach Marburg (Frühjahr 1924) und 1925 ein weiterer nach Dresden, wo sie Freundschaft mit Fedor und Natascha Stepun schloss. Außerdem hatte sie Kontakte zur Dresdner Bohème, u. a. zu Mary Wigman und unterhielt eine Beziehung mit Heinrich Goesch. Am 17. Februar 1926 wurde die Tochter Erdmuthe Christiane „Mutie“ (verh. Tillich Farris) in Dresden geboren (gest. 26. März 2016). 1929 zog die Familie nach Frankfurt am Main, und nach der Entlassung ihres Ehemannes aus dem Staatsdienst war die Emigration der Tillichs in die USA ein Ausweg, wo die Vertriebenen am 2. November 1933 New York erreichten.
Nach der Geburt des Sohnes René Johannes Stefan (Rene Stephen), 1935, nahm Hannah Tillich ihre malerische und schriftstellerische Tätigkeit wieder auf.
Ihre Autobiographie „From Time to Time“, 1973 erschienen, schockierte die Anhänger ihres Mannes. Eine deutsche Ausgabe konnte – nach Rechtsstreitigkeiten – erst 1993 erscheinen.

## Werke
- Vom Abschied und von den vielen Gesichtern der Dämmerung, Papenburg. J.J. Lauscher, 1935
- Autogespenster, Aufbau. Bd. 15, 1. April 1949, Nr. 13, S. 36
- Die Küchenschabe, Aufbau. Bd. 15, 20. Mai 1949, Nr. 20, S. 30
- From Time to Time, New York. Stein and Day 1973[2]
- From Place to Place : Travels with Paul Tillich, Travels without Paul Tillich, New York. Stein and Day, 1976
- The Harbor Mouse, New York. Stein and Day, 1978
- Benedict : the Rebel and the Healer, a Fragment, 1980
- Ich allein bin : mein Leben, Aus dem Engl. von Sieglinde Denzel und Susanne Naumann. Mit einem Nachw. von Esther Röhr. Gütersloh. Gütersloher Verlagshaus Gerd Mohn, 1993, ISBN 3-579-02197-4

## Zur Biographie
- Röhr, Esther: I am. I alone am. Hannah Tillichs ‘From Time to Time’, Die Tageszeitung (taz) 6. Januar 1990, mit „sinnentstellenden Satzfehlern“.
- O’Brien Riley, Miles: Interview with Hannah Tillich. San Francisco. KGO-TV [1974?], VHS-Video, 30 Min.